# Salomon Franck
Salomon Franck, auch Salomo Franck (* im März 1659 in Weimar; begraben am 14. Juni 1725 ebenda), war ein deutscher Jurist und Dichter. Er ist heute vor allem dadurch bekannt, dass Texte von ihm die Grundlage der meisten Kantaten Johann Sebastian Bachs in seiner Weimarer Zeit bilden.

## Leben
Franck studierte Rechtswissenschaften und vermutlich ebenfalls Theologie in Jena und war danach in Zwickau, Arnstadt und Jena tätig, bevor er 1701 (Ober-)Konsistorialsekretär in Weimar wurde. In seine Zuständigkeit fiel die Herzogliche Bibliothek und das Münzkabinett.
Spätestens ab 1694 dichtete er Kantatentexte für den Weimarer Hof, die zunächst aus Bibelworten und Strophendichtungen bestanden, später ab 1710 unter dem Einfluss Erdmann Neumeisters die größeren Freiheiten nichtstrophischer madrigalischer Dichtung übernahmen.
Viele seiner weltlichen Glückwunschdichtungen für das Weimarer Fürstenhaus haben ebenfalls Kantatenform. Dazu kommen noch weitere weltliche Kantaten verschiedener Art.
Seine Grabstätte befindet sich auf dem Jacobsfriedhof Weimar.

## Werke
- Madrigalische Seelen-Lust über das heilige Leiden unsers Erlösers (1697)
- Kantatenjahrgang für das Kirchenjahr 1714/1715: Evangelisches Andachts-Opffer
- Kantatenjahrgang für das Kirchenjahr 1715/1716: Evangelische Seelen-Lust
- Kantatenjahrgang für das Kirchenjahr 1716/1717: Evangelische Sonn- und Fest-Tages-Andachten

### VonJohann Sebastian Bachvertonte Texte Francks

#### AusEvangelisches Andachts-Opfer(1715)
- Bereitet die Wege, bereitet die Bahn! (BWV 132)
- Tritt auf die Glaubensbahn (BWV 152)
- Mein Gott, wie lang, ach lange? (BWV 155)
- Alles nur nach Gottes Willen (BWV 72)
- Alles, was von Gott geboren (BWV 80a)
- Der Himmel lacht (BWV 31)
- O heilges Geist- und Wasserbad (BWV 165)
- Barmherziges Herze der ewigen Liebe (BWV 185)
- Tue Rechnung! Donnerwort (BWV 168)
- Ihr, die ihr euch von Christo nennet (BWV 164)
- Komm, du süße Todesstunde (BWV 161)
- Ach! ich sehe, itzt, da ich zur Hochzeit gehe (BWV 162)
- Nur jedem das Seine (BWV 163)

#### AusEvangelische Sonn- und Fest-Tages-Andachten(1717)
- Wachet! betet! betet! wachet! (BWV 70a)
- Ärgre dich, o Seele, nicht (BWV 186a)
- Herz und Mund und Tat und Leben (BWV 147a)

#### Sonstige Texte Francks
- Himmelskönig, sei willkommen (BWV 182)
- Weinen, Klagen, Sorgen, Zagen (BWV 12)
- Erschallet, ihr Lieder, erklinget, ihr Saiten! (BWV 172)
- Was mir behagt, ist nur die muntre Jagd (BWV 208)